# Hyposidra flaccida
Hyposidra flaccida är en fjärilsart som beskrevs av Lucas 1894. Hyposidra flaccida ingår i släktet Hyposidra och familjen mätare. Inga underarter finns listade i Catalogue of Life.